# Parabalta reedii
Parabalta reedii is een hooiwagen uit de familie Gonyleptidae.